# Балка Кащенова
Балка Кащенова — ботанічний заказник місцевого значення. Об'єкт розташований на території Вільнянського району Запорізької області, Московська сільська рада.
Площа — 10 га, статус отриманий у 1990 році.